# Église communautaire de North Point
L’Église communautaire de North Point (anglais : North Point Community Church) est une megachurch chrétienne évangélique  non confessionnelle multisite basée à Alpharetta, en banlieue d'Atlanta, en Géorgie, États-Unis. Son pasteur principal est Andy Stanley. L’église aurait une assistance de 43,830 personnes en 2024.

## Histoire
L'église a été fondée en 1995 par le pasteur Andy Stanley et un groupe d'amis,. En 1998, elle a fait la dédicace d’un nouveau bâtiment comprenant un auditorium de 2,700 places. En 2001, elle a inauguré un deuxième auditorium derrière le premier, portant la capacité d’accueil à 5 000 places. En 2001, l'église ouvre un campus à Buckhead, toujours dans la région  d'Atlanta. Elle a également ouvert d'autres campus dans la région,. Selon un recensement de l’église publié en 2024, elle disait avoir une assistance hebdomadaire de 43,830 personnes et avoir ouvert 7 campus dans différentes villes.

## Croyances
L’église a une confession de foi évangélique, de courant non confessionnelle, , .